# Luigi Comencini
Luigi Comencini (Salò, 8 juni 1916 - Rome, 6 april 2007) was een Italiaans filmregisseur. In 1954 kreeg hij een nominatie voor een BAFTA Award voor zijn film Pane, amore e fantasia.

## Leven en werk
Comencini werkte met bekende Italiaanse acteurs, zoals Gina Lollobrigida, Sophia Loren, Silvana Mangano Giulietta Masina, Claudia Cardinale, Monica Vitti, Vittorio De Sica, Vittorio Gassman, Marcello Mastroianni en Totò. Hij maakte een aantal films in de traditie van het Neorealisme en initieerde het tweeluik Pane, amore e fantasia en Pane, amore e gelosia met Vittorio De Sica en Gina Lollobrigida en de eerste Duitstalige verfilming van Heidi.
De latere films van Comencini zijn vaak internationale coproducties met internationale acteurs. Zoals Franse (Jacqueline Bisset, Gérard Depardieu, Annie Girardot, Maria Schneider, Michel Serrault, Jean-Louis Trintignant), Duitse (Mario Adorf, Senta Berger, Elke Sommer) of Hollywood-acteurs (Lionel Stander, Bette Davis, Joseph Cotten).
Naast regiewerk is Comencini ook draaiboekschrijver en filmcriticus. Hij behoort tot de stichters van het filmarchief Cineteca Italiana.
Ook de dochters van Comencinis werken in de filmbranche. Paola Comencini werkt als kostuumontwerpster, scèneontwerper en artdirector, Cristina en Francesca Comencini zijn beiden regisseurs. Cristina Comencinis film La bestia nel cuore werd in 2006 genomineerd voor een beste niet-Engelstalige film.

## Filmografie
- Marcellino (1991)
- Buon Natale... buon anno (1989)
- La Bohème (1988)
- Un Ragazzo di Calabria (1987)
- Cercasi Gesù (1982)
- Voltati Eugenio (1980)
- L'ingorgo - Una storia impossibile (1979)
- Signore e signori, buonanotte (1978)
- Il gatto (1978)
- Basta che non si sappia in giro!... (1976) (segment "Equivoco, L'")
- La donna della domenica (1976)
- Quelle strane occasioni (1976) (segment "Ascensore, L'")
- Delitto d'amore (1974)
- Mio Dio come sono caduta in basso! (1974)
- Lo Scopone scientifico (1972)
- Le Avventure di Pinocchio (1972)
- Infanzia, vocazione e prime esperienze di Giacomo Casanova, veneziano (1969)
- Senza sapere niente di lei (1969)
- Italian Secret Service (1968)
- Incompreso (1966)
- Il compagno don Camillo (1965)
- La Bugiarda (1965)
- Le Bambole (1965) (segment "Trattato di Eugenetica, Il")
- la Mia signora (1964) (segment "Eritrea")
- Tre notti d'amore (1964) (segment "Fatebenefratelli")
- La ragazza di Bube (1963)
- Il Commissario (1962)
- A cavallo della tigre (1961)
- Tutti a casa (1960)
- Und das am Montagmorgen (1959)
- Le Sorprese dell'amore (1959)
- Mogli pericolose (1958)
- Mariti in città (1957)
- La Finestra sul Luna Park (1956)
- La Bella di Roma (1955)
- Pane, amore e gelosia (1954)
- Pane, amore e fantasia (1953)
- La Tratta delle bianche (1953)
- La Valigia dei sogni (1953)
- Heidi (1952)
- L'Ospedale del delitto (1950)
- Persiane chiuse (1950)
- L'Imperatore di Capri (1949)
- Proibito rubare (1948)
- Bambini in città (1946)
- La Novelletta (1937)